# Esfingosina
L'esfingosina (2-amino-4-octadesè-1,3-diol) és un aminoalcohol insaturat de divuit carbonis. En unir-se a un àcid gras mitjançant el grup amino, forma les ceramides, la base estructural dels diferents tipus d'esfingolípids (lípids de membrana entre els quals destaquen les esfingomielines). L'esfingolípid derivat depèn del substituent de l'alcohol primari de l'esfingosina.

## Funcions
L'esfingosina es pot fosforilar per acció de dues cinases, l'esfingosina-cinasa I i l'esfingosina-cinasa II, la qual cosa porta a la formació de l'esfingosina-1-fosfat, un potent lípid senyalitzador implicat en diversos processos cel·lulars.

## Biosíntesi
L'esfingosina se sintetitza a partir de la condensació de palmitoil-CoA i serina, que origina deshidroesfingosina. La deshidroesfingosina és reduïda posteriorment pel NADPH a dihidroesfingosina, i finalment oxidada pel FAD a esfingosina, segons la següent seqüència de reaccions: